# Campeonato de Lucha de la Mancomunidad de Naciones
El Campeonato de la Mancomunidad de Naciones de Lucha es la competición del deporte de lucha a nivel internacional. Es organizado desde 1985.

## Ediciones
| N.º  | Año  | Lucha libre                | Lucha libre femenina       | Lucha grecorromana         |
| ---- | ---- | -------------------------- | -------------------------- | -------------------------- |
| I    | 1985 | Glasgow ( Escocia)         | —                          | —                          |
| II   | 1987 | Nicosia ( Chipre)          | —                          | —                          |
| III  | 1989 | Paola ( Malta)             | —                          | —                          |
| IV   | 1991 | Dunedin ( Nueva Zelanda)   | —                          | —                          |
| V    | 1993 | Victoria · ( Canadá)       | Victoria · ( Canadá)       | —                          |
| VI   | 1995 | Melbourne ( Australia)     | Melbourne ( Australia)     | —                          |
| VII  | 1997 | Pune ( India)              | Pune ( India)              | —                          |
| VIII | 2003 | London · ( Canadá)         | London · ( Canadá)         | —                          |
| IX   | 2005 | Stellenbosch ( Sudáfrica)  | Stellenbosch ( Sudáfrica)  | Stellenbosch ( Sudáfrica)  |
| X    | 2007 | London · ( Canadá)         | London · ( Canadá)         | London · ( Canadá)         |
| XI   | 2009 | Jalandhar ( India)         | Jalandhar ( India)         | Jalandhar ( India)         |
| XII  | 2011 | Melbourne ( Australia)     | Melbourne ( Australia)     | Melbourne ( Australia)     |
| XIII | 2013 | Johannesburgo ( Sudáfrica) | Johannesburgo ( Sudáfrica) | Johannesburgo ( Sudáfrica) |
| XIV  | 2016 | Singapur ( Singapur)       | Singapur ( Singapur)       | Singapur ( Singapur)       |